# Alflex

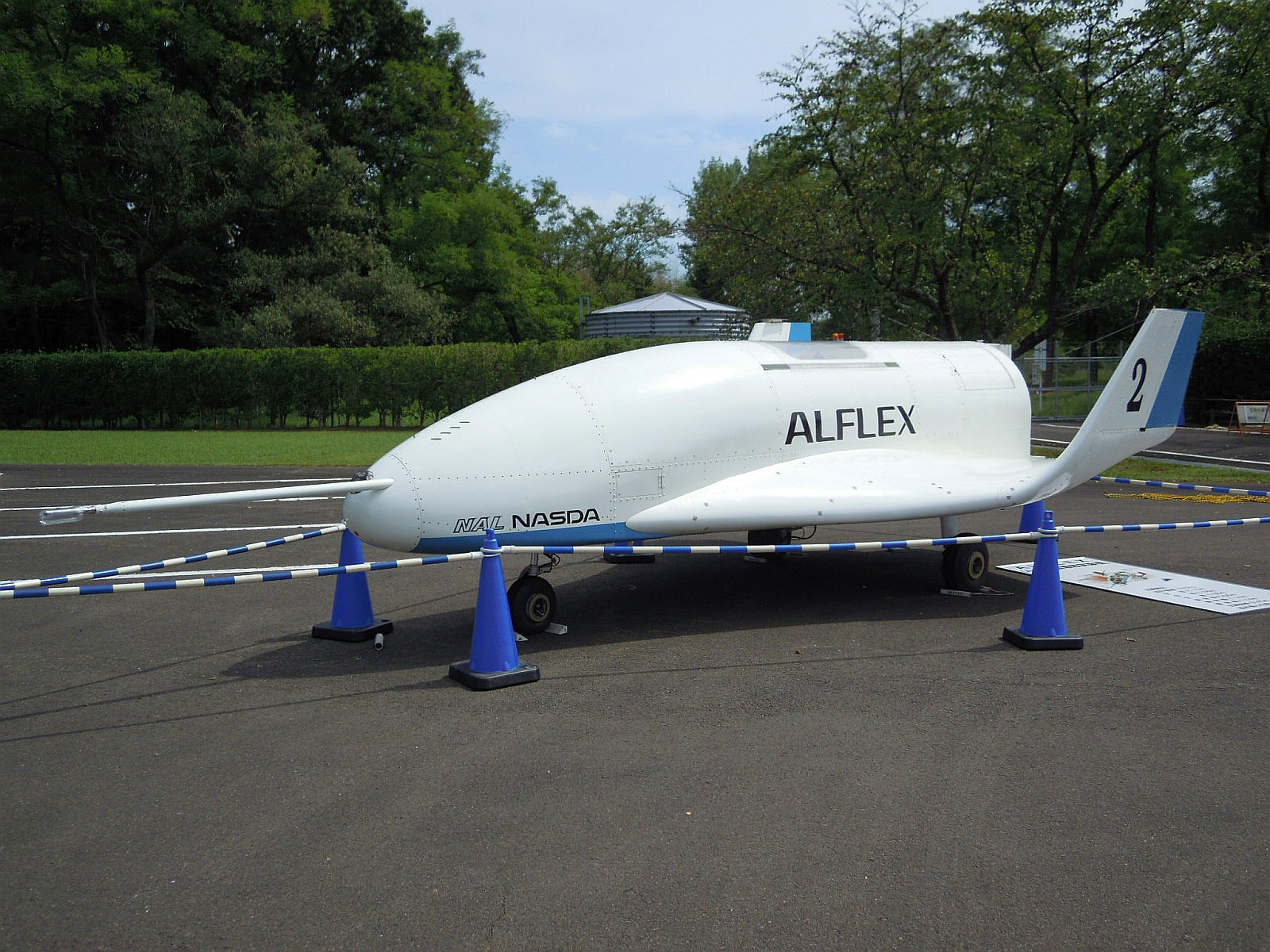
Avión Alflex.

Alflex (acrónimo de Auto Landing Flight Experiment, experimento de vuelo y aterrizaje automáticos) fue un vehículo planeador japonés utilizado como banco de pruebas para el cancelado avión espacial HOPE. Su objetivo era establecer la tecnología básica para permitir el aterrizaje automático de la nave HOPE.
Alflex era elevado a gran altura mediante un helicóptero y luego soltado, iniciando un vuelo planeado hacia la pista de aterrizaje, donde tomaba tierra automáticamente. Se realizaron trece pruebas de este tipo entre julio y agosto de 1996, finalizando todas con éxito.

## Especificaciones
- Longitud: 6,11 m
- Diámetro máximo: 1,77 m
- Envergadura: 3,79 m
- Masa: 760 kg